# Superliga Brasileira de Voleibol Feminino de 2021 - Série C
A Superliga Brasileira de Voleibol Feminino de 2021 - Série C foi a 4ª edição desta competição organizada pela Confederação Brasileira de Voleibol. Trata-se da terceira divisão do Campeonato Brasileiro de Voleibol Feminino, a principal competição entre clubes de voleibol feminino do Brasil. A Superliga C substituiu a extinta Taça Prata.
Participaram do torneio vinte e três equipes provenientes de cincto estados brasileiros e Distrito Federal. As vinte e três equipes participantes foram dividas em sete grupos. Todos os times jogaram entre si dentro dos respectivos grupos, classificando para semifinal e final nas sedes que possuem seis equipes, na sede com cinco equipes apenas turno único. O campeão de cada sede se classificou para disputar a Superliga B Feminina 2022.

## Regulamento
A Superliga C feminina contou com a participação de 23 clubes espalhados em quatro sedes. Pelo formato definido para o torneio, os times foram divididos em sete grupos para as sedes de Brusque, Contagem, Sorocaba e Taubaté. O campeão de cada sede garantiu a vaga na Superliga B 2022.

### Critérios de classificação nos grupos
1. Número de vitórias;
2. Pontos;
3. Razão de sets;
4. Razão de pontos;
5. Resultado da última partida entre os times empatados.

- Placar de 3–0 ou 3–1: 3 pontos para o vencedor, nenhum para o perdedor;
- Placar de 3–2: 2 pontos para o vencedor, 1 para o perdedor.

## Equipes participantes
Segue abaixo a lista das equipes participantes da Superliga Série C de 2021.
| Sede                          | Grupo                     | Equipe           | Cidade              | Temporada 2020 |
| ----------------------------- | ------------------------- | ---------------- | ------------------- | -------------- |
| Brusque (SC)                  |                           |                  |                     |                |
| A                             |                           |                  |                     |                |
| ACV/Unoesc/Chapecó            | Chapecó                   | 7º Superliga B   |                     |                |
| Floripa/FUCAS                 | Florianópolis             | Estreante        |                     |                |
| Itajaí Vôlei                  | Itajaí                    | 2º Superliga B   |                     |                |
| B                             |                           |                  |                     |                |
| ABEL/Brusque                  | Brusque                   | Estreante        |                     |                |
| Mampituba/Radar/UNESC/FME     | Criciúma                  | Estreante        |                     |                |
| Napoli/SMCET/Caçador          | Caçador                   | Estreante        |                     |                |
| Contagem (MG)                 |                           |                  |                     |                |
| –                             | Nova Geração/Pouso Alegre | Pouso Alegre     | Não disputou        |                |
| –                             | Ascade                    | Brasília         | Estreante           |                |
| –                             | Mackenzie                 | Belo Horizonte   | Não disputou        |                |
| –                             | Mais Vôlei Brasília/UCB   | Brasília         | Estreante           |                |
| –                             | Sada/Tambasa/Argos        | Contagem         | 1º na Sede Contagem |                |
| Sorocaba (SP)                 |                           |                  |                     |                |
| A                             |                           |                  |                     |                |
| AGEE/Atacadão/São Carlos      | São Carlos                | Não disputou     |                     |                |
| Irati Vôlei                   | Irati                     | Estreante        |                     |                |
| Vôlei Marechal                | Marechal Cândido Rondon   | 6º Sede Contagem |                     |                |
| B                             |                           |                  |                     |                |
| América/São José do Rio Preto | São José do Rio Preto     | Estreante        |                     |                |
| Foz do Iguaçu/SMEL            | Foz do Iguaçu             | 6º Sede Campina  |                     |                |
| Renasce Sorocaba/ADES         | Sorocaba                  | Estreante        |                     |                |
| Taubaté (SP)                  |                           |                  |                     |                |
| A                             |                           |                  |                     |                |
| Club Campestre                | Campina Grande            | 3º Sede Campina  |                     |                |
| Vôlei Louveira                | Louveira                  | Estreante        |                     |                |
| Vôlei Taubaté                 | Taubaté                   | 2º Sede Contagem |                     |                |
| B                             |                           |                  |                     |                |
| Realizar/FUPES                | Santos                    | Estreante        |                     |                |
| SESI-SP                       | São Paulo                 | Estreante        |                     |                |
| São José Vôlei                | São José dos Campos       | Estreante        |                     |                |

## Locais das partidas
| Brusque                  | Contagem          | Sorocaba              | Taubaté           |
| ------------------------ | ----------------- | --------------------- | ----------------- |
| Ginásio SESI Brusque     | Ginásio do Riacho | Ginásio SESI Sorocaba | Ginásio do Abaeté |
| Capacidade: desconhecido | Capacidade: 2.200 | Capacidade: 264       | Capacidade: 3.000 |

## Fase Classificatória
- Vitória por 3 sets a 0 ou 3 a 1: 3 pontos para o vencedor;
- Vitória por 3 sets a 2: 2 pontos para o vencedor e 1 ponto para o perdedor.
- Não comparecimento, a equipe perde 2 pontos.
- Em caso de igualdade por pontos, os seguintes critérios servem como desempate: número de vitórias, razão de sets e razão de ralis.

|  |                                  |
|  | Aceso a Série B 2022.            |
|  | Classificado para as semifinais. |

### Sede Brusque
Grupo A
|     |                    |     | Jogos | Jogos | Jogos | Resultados | Resultados | Resultados | Resultados | Resultados | Resultados | Sets | Sets | Sets  | Pontos | Pontos | Pontos |
| Pos | Equipe             | Pts | T     | V     | D     | 3–0        | 3–1        | 3–2        | 2–3        | 1–3        | 0–3        | V    | P    | R     | V      | P      | R      |
| --- | ------------------ | --- | ----- | ----- | ----- | ---------- | ---------- | ---------- | ---------- | ---------- | ---------- | ---- | ---- | ----- | ------ | ------ | ------ |
| 1   | Itajaí Vôlei       | 6   | 2     | 2     | 0     | 0          | 2          | 0          | 0          | 0          | 0          | 6    | 2    | 3,000 | 197    | 183    | 1.077  |
| 2   | ACV/Unoesc/Chapecó | 3   | 2     | 1     | 1     | 1          | 0          | 0          | 0          | 1          | 0          | 4    | 3    | 1.333 | 171    | 139    | 1.230  |
| 3   | Floripa/FUCAS      | 0   | 2     | 0     | 2     | 0          | 0          | 0          | 0          | 1          | 1          | 1    | 6    | 0.167 | 126    | 172    | 0.733  |

Grupo B
|     |                           |     | Jogos | Jogos | Jogos | Resultados | Resultados | Resultados | Resultados | Resultados | Resultados | Sets | Sets | Sets  | Pontos | Pontos | Pontos |
| Pos | Equipe                    | Pts | T     | V     | D     | 3–0        | 3–1        | 3–2        | 2–3        | 1–3        | 0–3        | V    | P    | R     | V      | P      | R      |
| --- | ------------------------- | --- | ----- | ----- | ----- | ---------- | ---------- | ---------- | ---------- | ---------- | ---------- | ---- | ---- | ----- | ------ | ------ | ------ |
| 1   | ABEL/Brusque              | 6   | 2     | 2     | 0     | 1          | 1          | 0          | 0          | 0          | 0          | 6    | 1    | 6,000 | 172    | 115    | 1.496  |
| 2   | Mampituba/Radar/UNESC/FME | 3   | 2     | 1     | 1     | 0          | 1          | 0          | 0          | 1          | 0          | 4    | 4    | 1,000 | 175    | 161    | 1.087  |
| 3   | Napoli/SMCET/CDR          | 0   | 2     | 0     | 2     | 0          | 0          | 0          | 0          | 1          | 1          | 1    | 6    | 0.167 | 102    | 173    | 0.590  |

#### 1ª Rodada
| Data   | Hora  |              | Placar |                           | Set 1 | Set 2 | Set 3 | Set 4 | Set 5 | Total  | Relatório |
| ------ | ----- | ------------ | ------ | ------------------------- | ----- | ----- | ----- | ----- | ----- | ------ | --------- |
| 26 out | 17:30 | Itajaí Vôlei | 3–1    | ACV/Unoesc/Chapecó        | 19–25 | 31–29 | 25–21 | 25–21 |       | 100–96 |           |
| 26 out | 19:30 | ABEL/Brusque | 3–1    | Mampituba/Radar/UNESC/FME | 25–17 | 26–24 | 21–25 | 25–11 |       | 97–77  |           |

#### 2ª Rodada
| Data   | Hora  |              | Placar |                  | Set 1 | Set 2 | Set 3 | Set 4 | Set 5 | Total | Relatório |
| ------ | ----- | ------------ | ------ | ---------------- | ----- | ----- | ----- | ----- | ----- | ----- | --------- |
| 27 out | 17:30 | Itajaí Vôlei | 3–1    | Floripa/FUCAS    | 25–22 | 25–19 | 22–25 | 25–21 |       | 97–87 |           |
| 27 out | 19:30 | ABEL/Brusque | 3–0    | Napoli/SMCET/CDR | 25–9  | 25–15 | 25–14 |       |       | 75–38 |           |

#### 3ª Rodada
| Data   | Hora  |                           | Placar |                  | Set 1 | Set 2 | Set 3 | Set 4 | Set 5 | Total | Relatório |
| ------ | ----- | ------------------------- | ------ | ---------------- | ----- | ----- | ----- | ----- | ----- | ----- | --------- |
| 28 out | 17:30 | ACV/Unoesc/Chapecó        | 3–0    | Floripa/FUCAS    | 25–9  | 25–15 | 25–15 |       |       | 75–39 |           |
| 28 out | 19:30 | Mampituba/Radar/UNESC/FME | 3–1    | Napoli/SMCET/CDR | 25–11 | 25–12 | 23–25 | 25–16 |       | 98–64 |           |

#### Semifinal
| Data   | Hora  |              | Placar |                           | Set 1 | Set 2 | Set 3 | Set 4 | Set 5 | Total  | Relatório |
| ------ | ----- | ------------ | ------ | ------------------------- | ----- | ----- | ----- | ----- | ----- | ------ | --------- |
| 29 out | 17:30 | Itajaí Vôlei | 3–0    | Mampituba/Radar/UNESC/FME | 25–21 | 25–18 | 25–23 |       |       | 75–62  |           |
| 29 out | 19:30 | ABEL/Brusque | 3–2    | ACV/Unoesc/Chapecó        | 25–20 | 21–25 | 25–22 | 16–25 | 15–6  | 102–98 |           |

#### Final
| Data   | Hora  |              | Placar |              | Set 1 | Set 2 | Set 3 | Set 4 | Set 5 | Total | Relatório |
| ------ | ----- | ------------ | ------ | ------------ | ----- | ----- | ----- | ----- | ----- | ----- | --------- |
| 30 out | 16:00 | Itajaí Vôlei | 0–3    | ABEL/Brusque | 13–25 | 12–25 | 19–25 |       |       | 44–75 |           |

### Sede Contagem
Grupo único
|     |                         |     | Jogos | Jogos | Jogos | Resultados | Resultados | Resultados | Resultados | Resultados | Resultados | Sets | Sets | Sets   | Pontos | Pontos | Pontos |
| Pos | Equipe                  | Pts | T     | V     | D     | 3–0        | 3–1        | 3–2        | 2–3        | 1–3        | 0–3        | V    | P    | R      | V      | P      | R      |
| --- | ----------------------- | --- | ----- | ----- | ----- | ---------- | ---------- | ---------- | ---------- | ---------- | ---------- | ---- | ---- | ------ | ------ | ------ | ------ |
| 1   | Sada/Tambasa/Argos      | 12  | 4     | 4     | 0     | 3          | 1          | 0          | 0          | 0          | 0          | 12   | 1    | 12,000 | 326    | 213    | 1.531  |
| 2   | Ascade                  | 9   | 4     | 3     | 1     | 3          | 0          | 0          | 0          | 0          | 1          | 9    | 3    | 3,000  | 269    | 233    | 1.155  |
| 3   | Mackenzie               | 5   | 4     | 2     | 2     | 0          | 1          | 1          | 0          | 1          | 1          | 7    | 9    | 0.778  | 338    | 364    | 0.929  |
| 4   | ANG/Pouso Alegre        | 3   | 3     | 1     | 2     | 0          | 0          | 1          | 1          | 0          | 1          | 5    | 8    | 0.625  | 320    | 367    | 0.872  |
| 5   | Mais Vôlei Brasília/UCB | 1   | 4     | 0     | 4     | 0          | 0          | 0          | 1          | 1          | 2          | 3    | 12   | 0.250  | 276    | 352    | 0.784  |

#### Jogos
| Data   | Hora  |                         | Placar |                         | Set 1 | Set 2 | Set 3 | Set 4 | Set 5 | Total   | Relatório |
| ------ | ----- | ----------------------- | ------ | ----------------------- | ----- | ----- | ----- | ----- | ----- | ------- | --------- |
| 01 nov | 18:00 | ANG/Pouso Alegre        | 3–2    | Mais Vôlei Brasília/UCB | 25–23 | 24–26 | 25–18 | 19–25 | 15–13 | 108–105 |           |
| 01 nov | 20:00 | Sada/Tambasa/Argos      | 3–1    | Mackenzie               | 25–19 | 26–28 | 25–19 | 25–16 |       | 101–82  |           |
| 02 nov | 18:00 | Sada/Tambasa/Argos      | 3–0    | Mais Vôlei Brasília/UCB | 25–13 | 25–18 | 25–11 |       |       | 75–42   |           |
| 02 nov | 20:00 | ANG/Pouso Alegre        | 0–3    | Ascade                  | 24–26 | 19–25 | 21–25 |       |       | 64–76   |           |
| 03 nov | 19:30 | Mais Vôlei Brasília/UCB | 0–3    | Ascade                  | 14–25 | 14–25 | 15–25 |       |       | 43–75   |           |
| 03 nov | 21:30 | Mackenzie               | 3–2    | ANG/Pouso Alegre        | 23–25 | 25–20 | 25–19 | 23–25 | 15–13 | 111–102 |           |
| 04 nov | 19:30 | Sada/Tambasa/Argos      | 3–0    | ANG/Pouso Alegre        | 25–9  | 25–9  | 25–18 |       |       | 75–36   |           |
| 04 nov | 21:30 | Mackenzie               | 0–3    | Ascade                  | 23–25 | 11–25 | 17–25 |       |       | 51–75   |           |
| 05 nov | 19:30 | Sada/Tambasa/Argos      | 3–0    | Ascade                  | 25–23 | 25–8  | 25–12 |       |       | 75–43   |           |
| 05 nov | 21:30 | Mackenzie               | 3–1    | Mais Vôlei Brasília/UCB | 25–21 | 25–17 | 19–25 | 25–23 |       | 94–86   |           |

### Sede Sorocaba
Grupo A
|     |                          |     | Jogos | Jogos | Jogos | Resultados | Resultados | Resultados | Resultados | Resultados | Resultados | Sets | Sets | Sets  | Pontos | Pontos | Pontos |
| Pos | Equipe                   | Pts | T     | V     | D     | 3–0        | 3–1        | 3–2        | 2–3        | 1–3        | 0–3        | V    | P    | R     | V      | P      | R      |
| --- | ------------------------ | --- | ----- | ----- | ----- | ---------- | ---------- | ---------- | ---------- | ---------- | ---------- | ---- | ---- | ----- | ------ | ------ | ------ |
| 1   | AGEE/Atacadão/São Carlos | 5   | 2     | 2     | 0     | 1          | 0          | 1          | 0          | 0          | 0          | 6    | 2    | 3,000 | 178    | 124    | 1.435  |
| 2   | Vôlei Marechal           | 3   | 2     | 1     | 1     | 1          | 0          | 0          | 0          | 0          | 1          | 3    | 3    | 1,000 | 114    | 135    | 0.844  |
| 3   | Irati Vôlei              | 1   | 2     | 0     | 2     | 0          | 0          | 0          | 1          | 0          | 1          | 2    | 6    | 0.333 | 145    | 178    | 0.815  |

Grupo B
|     |                         |     | Jogos | Jogos | Jogos | Resultados | Resultados | Resultados | Resultados | Resultados | Resultados | Sets | Sets | Sets  | Pontos | Pontos | Pontos |
| Pos | Equipe                  | Pts | T     | V     | D     | 3–0        | 3–1        | 3–2        | 2–3        | 1–3        | 0–3        | V    | P    | R     | V      | P      | R      |
| --- | ----------------------- | --- | ----- | ----- | ----- | ---------- | ---------- | ---------- | ---------- | ---------- | ---------- | ---- | ---- | ----- | ------ | ------ | ------ |
| 1   | Sorocaba/ADES           | 5   | 2     | 2     | 0     | 0          | 1          | 1          | 0          | 0          | 0          | 6    | 3    | 2,000 | 199    | 185    | 1.076  |
| 2   | Foz do Iguaçu/SMEL      | 4   | 2     | 1     | 1     | 1          | 0          | 0          | 1          | 0          | 0          | 5    | 3    | 1.667 | 173    | 155    | 1.116  |
| 3   | América/SJ do Rio Preto | 0   | 2     | 0     | 2     | 0          | 0          | 0          | 0          | 1          | 1          | 1    | 6    | 0.167 | 131    | 163    | 0.804  |

#### 1ª Rodada
| Data   | Hora  |               | Placar |                    | Set 1 | Set 2 | Set 3 | Set 4 | Set 5 | Total  | Relatório |
| ------ | ----- | ------------- | ------ | ------------------ | ----- | ----- | ----- | ----- | ----- | ------ | --------- |
| 29 out | 17:00 | Irati Vôlei   | 0–3    | Vôlei Marechal     | 23–25 | 22–25 | 15–25 |       |       | 60–75  |           |
| 29 out | 19:00 | Sorocaba/ADES | 3–2    | Foz do Iguaçu/SMEL | 20–25 | 26–28 | 25–14 | 25–18 | 15–13 | 111–98 |           |

#### 2ª Rodada
| Data   | Hora  |               | Placar |                          | Set 1 | Set 2 | Set 3 | Set 4 | Set 5 | Total  | Relatório |
| ------ | ----- | ------------- | ------ | ------------------------ | ----- | ----- | ----- | ----- | ----- | ------ | --------- |
| 30 out | 14:00 | Irati Vôlei   | 2–3    | AGEE/Atacadão/São Carlos | 25–21 | 25–17 | 9–25  | 18–25 | 8–15  | 85–103 |           |
| 30 out | 16:00 | Sorocaba/ADES | 3–1    | América/SJ do Rio Preto  | 25–21 | 25–18 | 13–25 | 25–23 |       | 88–87  |           |

#### 3ª Rodada
| Data   | Hora  |                          | Placar |                    | Set 1 | Set 2 | Set 3 | Set 4 | Set 5 | Total | Relatório |
| ------ | ----- | ------------------------ | ------ | ------------------ | ----- | ----- | ----- | ----- | ----- | ----- | --------- |
| 31 out | 14:00 | AGEE/Atacadão/São Carlos | 3–0    | Vôlei Marechal     | 25–19 | 25–7  | 25–13 |       |       | 75–39 |           |
| 31 out | 16:00 | América/SJ do Rio Preto  | 0–3    | Foz do Iguaçu/SMEL | 16–25 | 13–25 | 15–25 |       |       | 44–75 |           |

#### Semifinal
| Data   | Hora  |                          | Placar |                    | Set 1 | Set 2 | Set 3 | Set 4 | Set 5 | Total  | Relatório |
| ------ | ----- | ------------------------ | ------ | ------------------ | ----- | ----- | ----- | ----- | ----- | ------ | --------- |
| 01 nov | 16:00 | Sorocaba/ADES            | 2–3    | Vôlei Marechal     | 25–21 | 25–20 | 16–25 | 18–25 | 6–15  | 90–106 |           |
| 01 nov | 14:00 | AGEE/Atacadão/São Carlos | 3–1    | Foz do Iguaçu/SMEL | 25–16 | 21–25 | 25–19 | 25–17 |       | 96–77  |           |

#### Final
| Data   | Hora  |                | Placar |                          | Set 1 | Set 2 | Set 3 | Set 4 | Set 5 | Total | Relatório |
| ------ | ----- | -------------- | ------ | ------------------------ | ----- | ----- | ----- | ----- | ----- | ----- | --------- |
| 02 nov | 14:00 | Vôlei Marechal | 1–3    | AGEE/Atacadão/São Carlos | 16–25 | 23–25 | 25–18 | 20–25 |       | 84–93 |           |

### Sede Taubaté
Grupo A
|     |                 |     | Jogos | Jogos | Jogos | Resultados | Resultados | Resultados | Resultados | Resultados | Resultados | Sets | Sets | Sets  | Pontos | Pontos | Pontos |
| Pos | Equipe          | Pts | T     | V     | D     | 3–0        | 3–1        | 3–2        | 2–3        | 1–3        | 0–3        | V    | P    | R     | V      | P      | R      |
| --- | --------------- | --- | ----- | ----- | ----- | ---------- | ---------- | ---------- | ---------- | ---------- | ---------- | ---- | ---- | ----- | ------ | ------ | ------ |
| 1   | Vôlei Louveira  | 6   | 2     | 2     | 0     | 1          | 1          | 0          | 0          | 0          | 0          | 6    | 1    | 6,000 | 179    | 138    | 1.297  |
| 2   | Vôlei Taubaté   | 6   | 3     | 2     | 1     | 1          | 1          | 0          | 0          | 1          | 0          | 7    | 4    | 1.750 | 167    | 154    | 1.084  |
| 3   | Clube Campestre | 0   | 2     | 0     | 2     | 0          | 0          | 0          | 0          | 0          | 2          | 0    | 6    | 0,000 | 96     | 150    | 0.640  |

Grupo B
|     |                |     | Jogos | Jogos | Jogos | Resultados | Resultados | Resultados | Resultados | Resultados | Resultados | Sets | Sets | Sets  | Pontos | Pontos | Pontos |
| Pos | Equipe         | Pts | T     | V     | D     | 3–0        | 3–1        | 3–2        | 2–3        | 1–3        | 0–3        | V    | P    | R     | V      | P      | R      |
| --- | -------------- | --- | ----- | ----- | ----- | ---------- | ---------- | ---------- | ---------- | ---------- | ---------- | ---- | ---- | ----- | ------ | ------ | ------ |
| 1   | SESI-SP        | 6   | 2     | 2     | 0     | 2          | 0          | 0          | 0          | 0          | 0          | 6    | 0    | MAX   | 150    | 95     | 1.579  |
| 2   | Realizar/FUPES | 3   | 2     | 1     | 1     | 0          | 1          | 0          | 0          | 0          | 1          | 3    | 4    | 0.750 | 145    | 164    | 0.884  |
| 3   | São José Vôlei | 0   | 2     | 0     | 2     | 0          | 0          | 0          | 0          | 1          | 1          | 1    | 6    | 0.167 | 132    | 168    | 0.786  |

#### 1ª Rodada
| Data   | Hora  |                | Placar |                | Set 1 | Set 2 | Set 3 | Set 4 | Set 5 | Total  | Relatório |
| ------ | ----- | -------------- | ------ | -------------- | ----- | ----- | ----- | ----- | ----- | ------ | --------- |
| 02 nov | 16:00 | São José Vôlei | 0–3    | SESI-SP        | 16–25 | 8–25  | 19–25 |       |       | 43–75  |           |
| 02 nov | 19:00 | Vôlei Taubaté  | 1–3    | Vôlei Louveira | 31–29 | 17–25 | 22–25 | 22–25 |       | 92–104 |           |

#### 2ª Rodada
| Data   | Hora  |                | Placar |                 | Set 1 | Set 2 | Set 3 | Set 4 | Set 5 | Total | Relatório |
| ------ | ----- | -------------- | ------ | --------------- | ----- | ----- | ----- | ----- | ----- | ----- | --------- |
| 03 nov | 16:00 | SESI-SP        | 3–0    | Realizar/FUPES  | 25–16 | 25–21 | 25–15 |       |       | 75–52 |           |
| 03 nov | 19:00 | Vôlei Louveira | 3–0    | Clube Campestre | 25–15 | 25–11 | 25–20 |       |       | 75–46 |           |

#### 3ª Rodada
| Data   | Hora  |                | Placar |                 | Set 1 | Set 2 | Set 3 | Set 4 | Set 5 | Total | Relatório |
| ------ | ----- | -------------- | ------ | --------------- | ----- | ----- | ----- | ----- | ----- | ----- | --------- |
| 04 nov | 16:00 | São José Vôlei | 1–3    | Realizar/FUPES  | 25–17 | 24–26 | 21–25 | 19–25 |       | 89–93 |           |
| 04 nov | 19:00 | Vôlei Taubaté  | 3–0    | Clube Campestre | 25–12 | 25–16 | 25–22 |       |       | 75–50 |           |

#### Semifinal
| Data   | Hora  |                | Placar |                | Set 1 | Set 2 | Set 3 | Set 4 | Set 5 | Total | Relatório |
| ------ | ----- | -------------- | ------ | -------------- | ----- | ----- | ----- | ----- | ----- | ----- | --------- |
| 05 nov | 16:00 | SESI-SP        | 3–0    | Vôlei Taubaté  | 25–13 | 25–15 | 25–13 |       |       | 75–41 |           |
| 05 nov | 19:00 | Vôlei Louveira | 3–1    | Realizar/FUPES | 25–21 | 21–25 | 25–20 | 25–21 |       | 96–87 |           |

#### Final
| Data   | Hora  |                | Placar |         | Set 1 | Set 2 | Set 3 | Set 4 | Set 5 | Total | Relatório |
| ------ | ----- | -------------- | ------ | ------- | ----- | ----- | ----- | ----- | ----- | ----- | --------- |
| 06 nov | 19:00 | Vôlei Louveira | 0–3    | SESI-SP | 22–25 | 20–25 | 22–25 |       |       | 64–75 |           |

## Equipes classificadas para a Superliga Série B 2022
As seguintes equipes conquistaram o direito ao acesso: 
| Equipe                   | Cidade     |
| ------------------------ | ---------- |
| ABEL/Brusque             | Brusque    |
| Sada/Tambasa/Argos       | Contagem   |
| AGEE/Atacadão/São Carlos | São Carlos |
| SESI-SP                  | São Paulo  |